# MAD TV (Grecia)
MAD TV (conosciuta anche come MAD) è un'emittente televisiva musicale greca; lanciata il 6 giugno 1996, è la prima emittente televisiva musicale ad aver operato in Grecia.

## Storia
Di proprietà di Andreas Kouris, l'emittente, situata ad Atene, è disponibile sul territorio greco sia via etere che via satellite; il canale è ricevibile anche nella parte greca di Cipro, tramite alcune tv locali e tramite operatori televisivi via cavo. È disponibile anche nella Macedonia del Nord ed in Albania, attraverso trasmissioni via etere o via cavo. Dal 1999, MAD TV è trasmessa via satellite su Hotbird, codificata e disponibile solo a pagamento all'interno dei pacchetti dell'operatore NOVA. Dall'inizio del 2006 è stata avviata anche una versione bulgara dell'emittente, che trasmette solo in bulgaro con conduttori bulgari ed incentrata sui gusti musicali della Bulgaria.
MAD TV ha dispiegato una delle infrastrutture tecniche più avanzate del Paese ed operai specializzati nei campi informatico, tecnologico e della produzione. Ha il database digitale più vasto della Grecia, con oltre 17.000 video musicali, 70.000 brani, oltre 1.000 ore di musica dal vivo, ed un database multimediale con decine di migliaia di notizie musicali, biografie e foto d'artisti, sfondi per il computer, suonerie ed altro.
Il target di MAD TV va dai 15 ai 24 anni. Il 90% della programmazione quotidiana include i brani più recenti di musica pop, elettronica, rock, R&B ed hip hop e 30 programmi in diretta ogni settimana. Tutti i programmi trattano argomenti differenti, spaziando dalle notizie presenti su Internet in ambito musicale, notizie sugli artisti, su Internet, sui videogiochi, sul cinema, sui club, sui concerti, interviste e documentari, il tutto riguardante la maggior parte della scena greca ed internazionale. Nel maggio del 2000, MAD TV ha inaugurato il primo portale musicale greco, che fornisce ai suoi utenti notizie aggiornate e servizi Internet.
MAD TV offre anche un'ampia gamma di servizi B2C e B2B al pubblico: Go MAD (servizi interattivi) & MAD Music (5 canali audio musicali interattivi) disponibili su Nova Greece (televisione a pagamento satellitare greca), MAD Shop (acquisto di CD su Internet) attraverso il loro sito, Nova Greece e cellulari i-mode, MAD Scanner (servizio per telefonia mobile d'identificazione brani) attraverso Vodafone, streaming video del canale per cellulari 2G e 3G, contenuti per cellulari (suonerie, loghi ed MMS) per tutte le principali compagnie telefoniche greche, contenuti musicali per siti Internet e portali, ed altro.
Dal 16 giugno 2005, MAD TV organizza i MAD Video Music Awards, una manifestazione musicale che premia i migliori artisti e video greci ed internazionali, basandosi sulle votazioni espresse dai telespettatori. Il 26 e 27 maggio 2005, MAD TV ha tenuto la prima conferenza sull'industria musicale in Grecia, Athens Music Forum, che s'è occupata di riunire tutti i soggetti aventi a che fare con la musica, direttamente o indirettamente. MAD ha anche organizzato Secret Concerts, una serie di esibizioni dal vivo di artisti musicali, tenute in luoghi chiusi con poco pubblico, allo scopo di offrire un prodotto diverso dal solito prodotto musicale di esibizione dal vivo.
MAD TV trasmette ad Atene sulla frequenza 68 UHF (dal Monte Hymettus) e 20 UHF (dal monte Parnete), frequenza quest'ultima usata anche a Tessalonica. MAD è ritrasmessa anche da diverse emittenti locali nel territorio greco, con una formula simile a quella della syndication televisiva.

## Personalità del canale
- Elias Fragoulis
- Themis Georgantas
- Κonstantinos Κalfakakos
- Stella Κalisperatou
- Νasos Κranias
- Guy Krief
- Vaggelis Κostoxenakis
- Αlexandros Lekkas
- Lydia Papaioannou
- Hakos Pervanidis
- Μary Synatsaki
- Εva Theotokatou
- Nikos Voυrliotis
- Laura Naries

## Programmi
- Absolut Beat - Programma d'intrattenimento con informazioni sui luoghi di tendenza per la vita notturna e del fine settimana. In onda ogni sabato e domenica alle 22 UTC+2 (UTC+3 nei mesi in cui è in vigore l'ora legale).
- Cinemad - Programma settimanale incentrato sul mondo cinematografico. In onda ogni giovedì alle 22.
- Charts GR Εlliniko - La classifica dei 50 brani più ascoltati in Grecia. In onda ogni sabato alle 18.
- DYNAMIX - Programma che trasmette videoclip di musica dance. In onda ogni sabato a mezzanotte.
- Experience Zone - Musica dance dal vivo. In onda ogni sabato alle 21.
- Εllinika και Xena Mixer - Video musicali greci e stranieri.
- First - Programma incentrato sulle novità musicali greche e straniere. In onda il sabato a mezzogiorno.
- Flesh Mixer - Video musicali non trasmettibili in orario diurno. In onda il venerdì a mezzanotte.
- Funked- Programma interattivo, in cui gli spettatori possono interagire con lo studio. In onda dal lunedì al venerdì alle 21.
- Ηeineken Music Report - Il meglio della notizie musicali della settimana precedente. In onda il sabato alle 14.
- Hronomixani - Video di musica classica.
- Juke Box - Video musicali richiesti dagli utenti.
- Lunch Box - Notizie musicali, gossip, notizie dal mondo dei club e degli eventi, ed altro. In onda dal lunedì al venerdì alle 15.
- Mad Files- TV War - Musica Heavy Metal. In onda il mercoledì a mezzanotte.
- Mad Files - Streetbeat- Musica Hip Hop, R&B ed Urban. IN onda il martedì a mezzanotte.
- Mad Files Κυριακής- Post Alternative - Musica pop e rock. In onda il giovedì a mezzanotte.
- Mad News - Notizie dal mondo musicale e dello spettacolo. In onda durante il giorno.
- MAD Χ Rays - Esibizioni dal vivo dei più noti artisti greci ed internazionali. In onda il sabato alle 18.
- OK - Varietà con giochi a premi. In onda dal lunedì al venerdì alle 17.
- Playroom - Programma musicale con video musicali e giochi a premi. In onda dal lunedì al venerdì alle 13.
- ROOM8 - Riepilogo delle notizie dal mondo della musica e dello spettacolo. In onda dal lunedì al venerdì alle 20.
- Top 5 - UN approfondimento su un artista diverso ogni giorno. In onda tutti i giorni a mezzogiorno e mezzo.
- UK Top - La classifica musicale del Regno Unito. In onda ogni sabato alle 17:30.
- US Top - La classifica musicale degli Stati Uniti d'America. In onda ogni domenica alle 17:30.
- WWW (What a Wonderful World) - Programma incentrato sul mondo giovanile ed in particolare su Internet. In onda dal lunedì al venerdì alle 16.
- TV WAR - Programma incentrato sull' Heavy metal. In onda ogni mercoledì a mezzanotte.
- Trash Me - Programma della tarda notte che trasmette musica di genere dog, trash music e video musicali tradizionalmente non commerciabili.

## MAD World & Blue
Nel dicembre del 2005, MAD ha creato, in cooperazione con UBI World TV, il primo canale internazionale di musica greca - MAD World - che vuole raggiungere il pubblico dei greci all'estero. In onda 24 ore al giorno, trasmette tutti i generi di musica greca con programmi speciali giornalieri, documentari dedicati a famosi artisti greci e programmi speciali che tengono informati su quanto accade in Grecia. Nel luglio del 2006, in collaborazione con Antenna, ha lanciato Blue, un canale simile a MAD World ma disponibile solo in Nord America.

## MAD Greekz
Il 12 settembre 2008 MAD ha lanciato, in cooperazione con Nova Greece, MAD Greekz - un canale di musica greca 24 ore al giorno. L'emittente offre i principali brani di musica greca ed include anche spettacoli in cui il pubblico da casa può interagire. IL canale è disponibile esclusivamente sulla piattaforma a pagamento greca.